# ひよこカラー
『ひよこカラー』は、2013年に製作された映画。村上聖佳、菊山輝、夢原まひろ主演。八十川勝監督、原案。

## 概要
- 『鬼子母神の子守唄』の八十川勝監督作品。

## 登場人物
吉田 まな（よしだ まな）
- 演：村上聖佳

家庭をあまり顧みない母親のもとで育ったため、幼いころから現実的な考え方を身につけている。夢を追い続ける福太郎をバカにしつつも、気にしている。
鈴木 福太郎（すずき ふくたろう）
- 演：菊山輝

おじいちゃんのもとでまっすぐに育った少年。いつか自転車で世界一周することを夢見ている。
山岡 由利（やまおか ゆり）
- 演：夢原まひろ

まなの親友、将来の夢は花屋さんになること。

## あらすじ
夢を追いかける少年と、現実的な少し冷めた感じの少女の中学生のひと夏の小さな冒険物語。

## キャスト
- 吉田まな:村上聖佳
- 鈴木福太郎：菊山輝
- 山岡由利：夢原まひろ
- 岡田紗希：高尾五色季